# برش‌گر آناناس
برش‌گر آناناس (انگلیسی: Pineapple cutter) یا کاتر آناناس یک ابزار آشپزخانه‌ای استوانه‌ای دستی است که در انتهای آن تیغه‌ای دایره‌ای شکل برای بریدن آناناس طراحی شده است.  یک چاقو برای باز کردن بالای آناناس قبل از استفاده از برش آناناس لازم است.  کاتر گوشت آناناس را به صورت مارپیچی برش می‌دهد و همچنین هسته آن را جدا می کند.  اندازه های مختلف موجود است تا در پوست آناناس بریده نشود یا باعث هدر رفتن بیش از حد آنها نشود.
یک نسخه ساده‌تر آن که به عنوان هسته‌گیر آناناس شناخته می‌شود، تنها هسته آناناس را حذف می‌کند. به نظر می‌رسد شبیه به برش آناناس است، اما شامل تیغه برش نمی‌شود.

برش‌گر آناناس
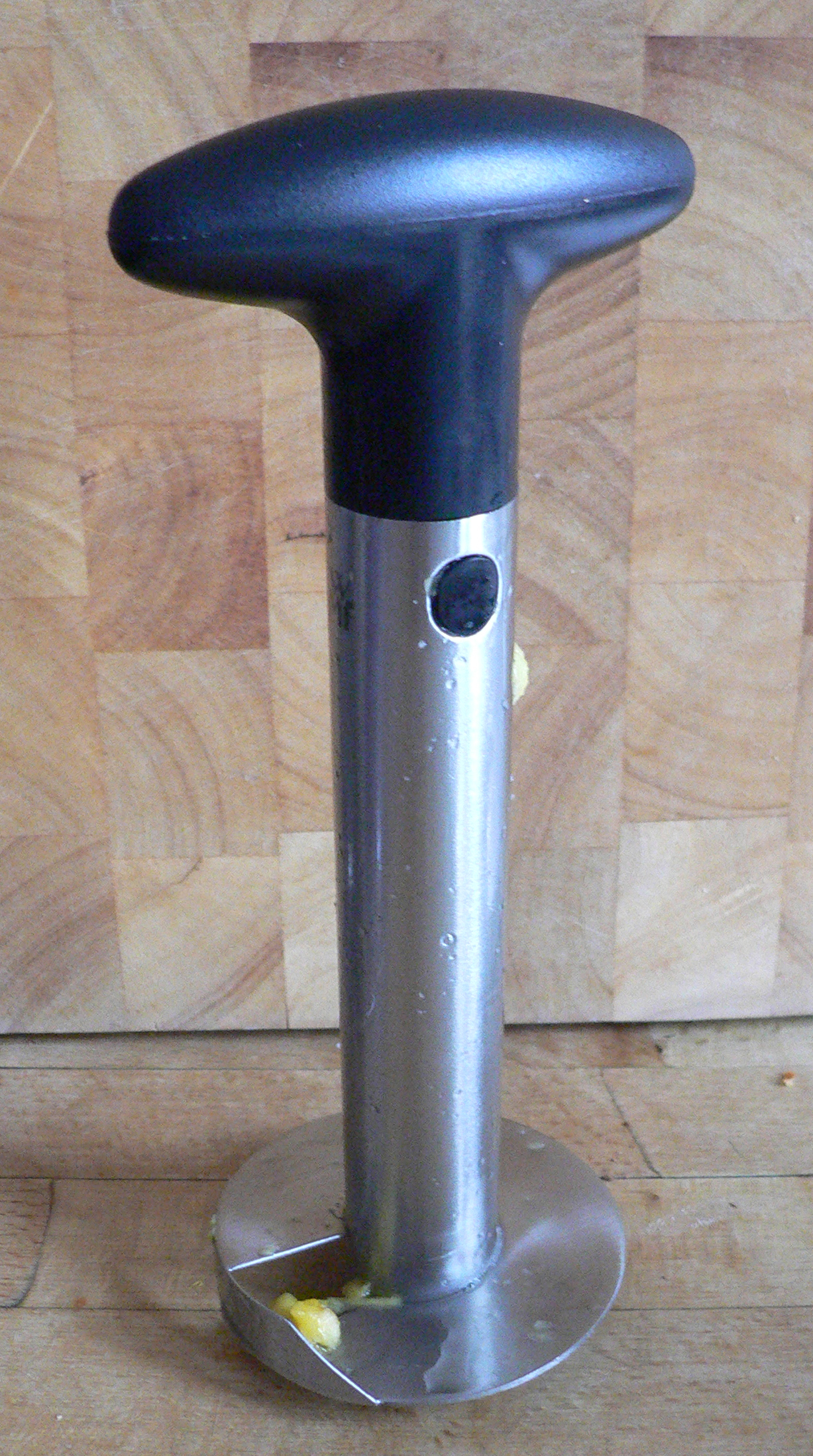
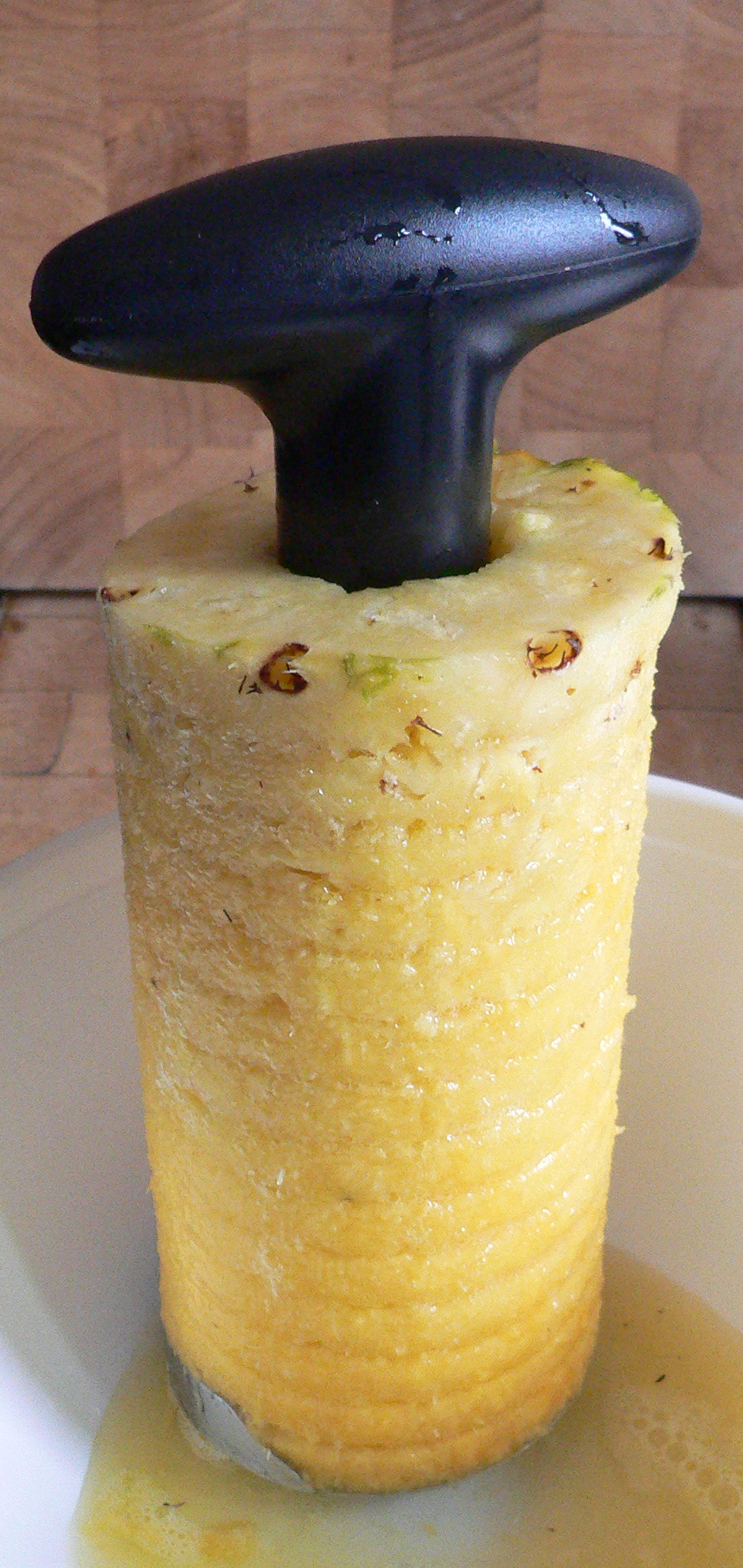
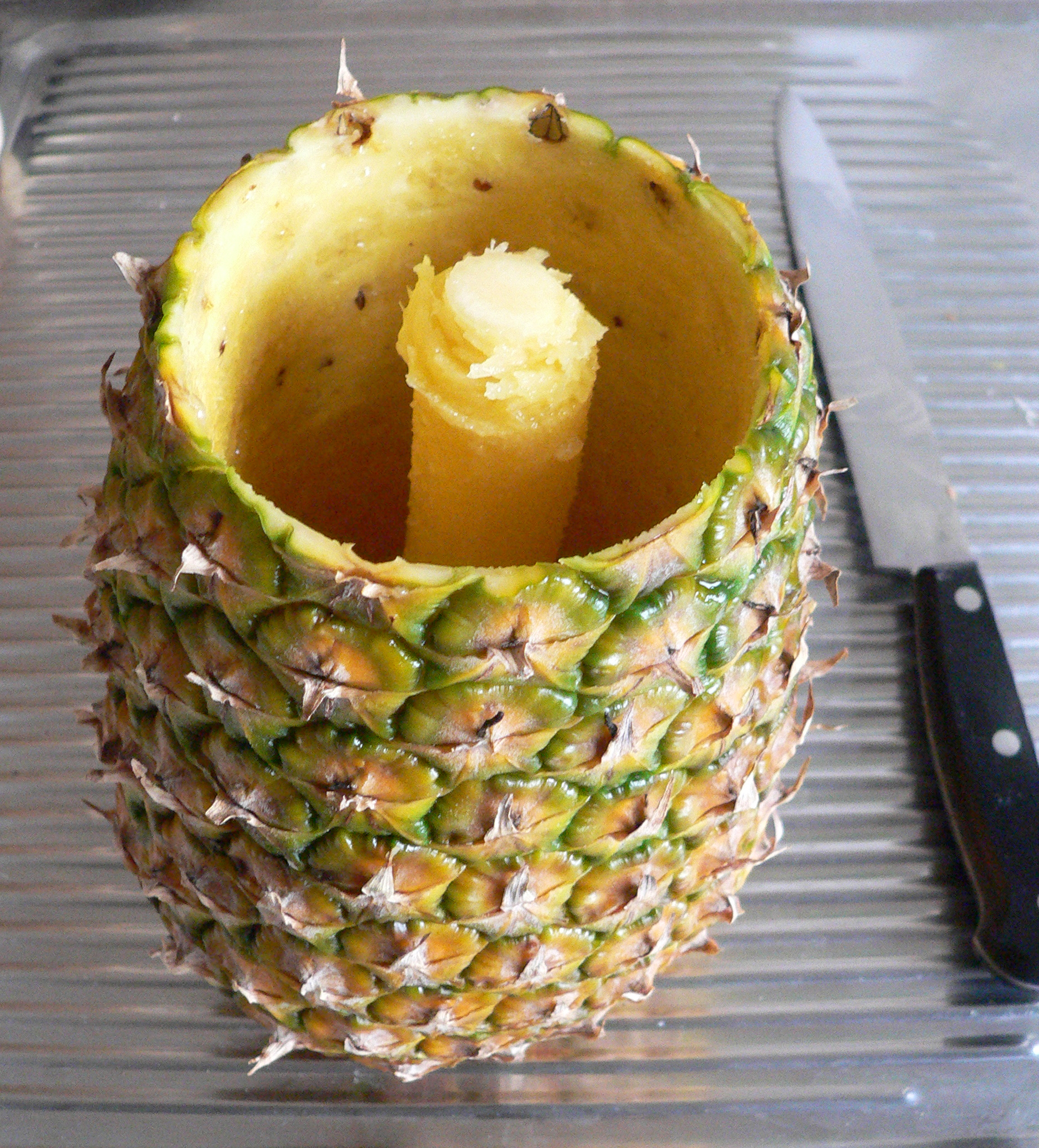
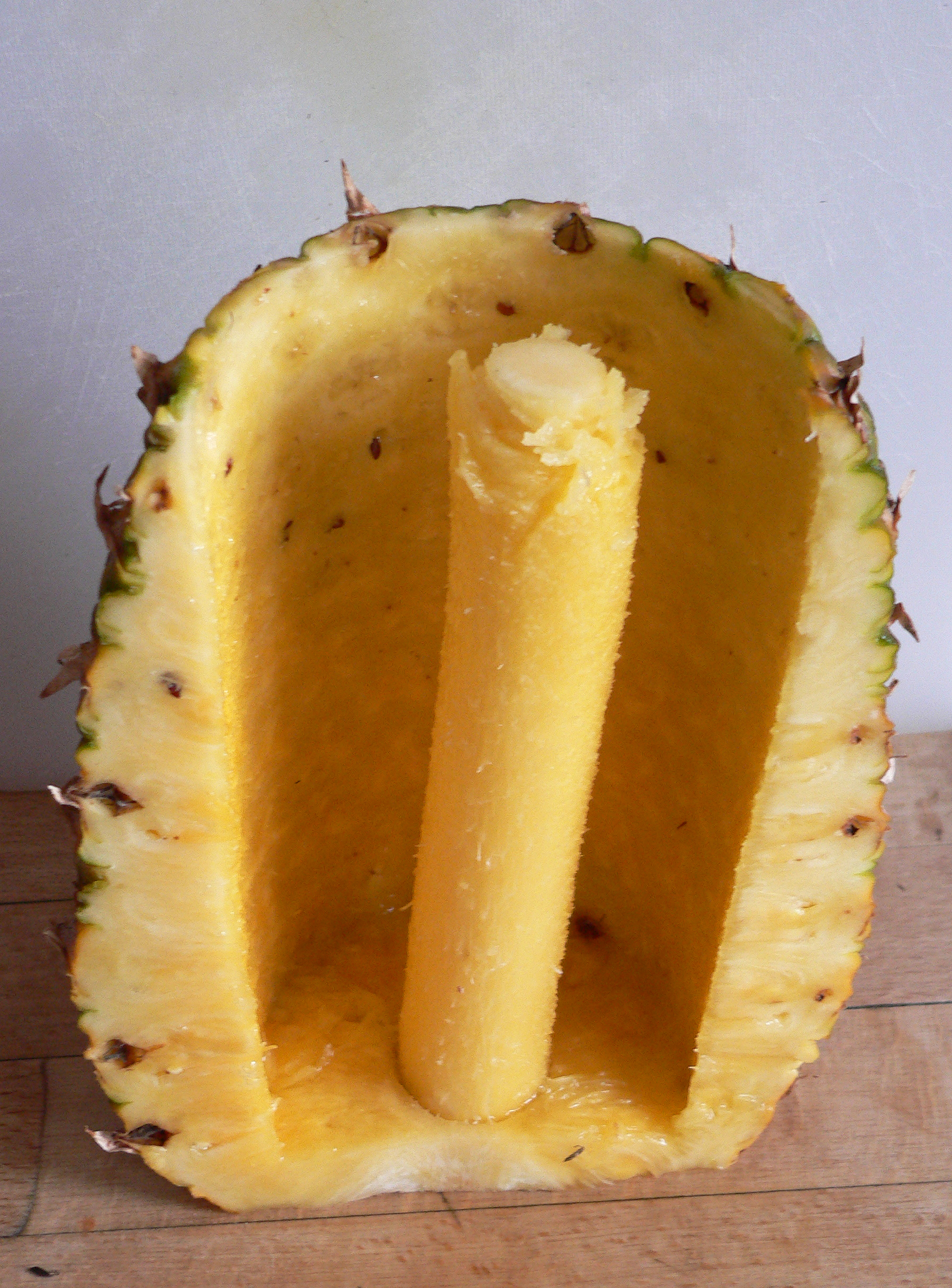